# Station Serravalle
Station Serravalle is een spoorwegstation aan de Brennerspoorlijn bij het dorp Serravalle in de gemeente Ala (Italië-Trentino).